# Du Qinglin

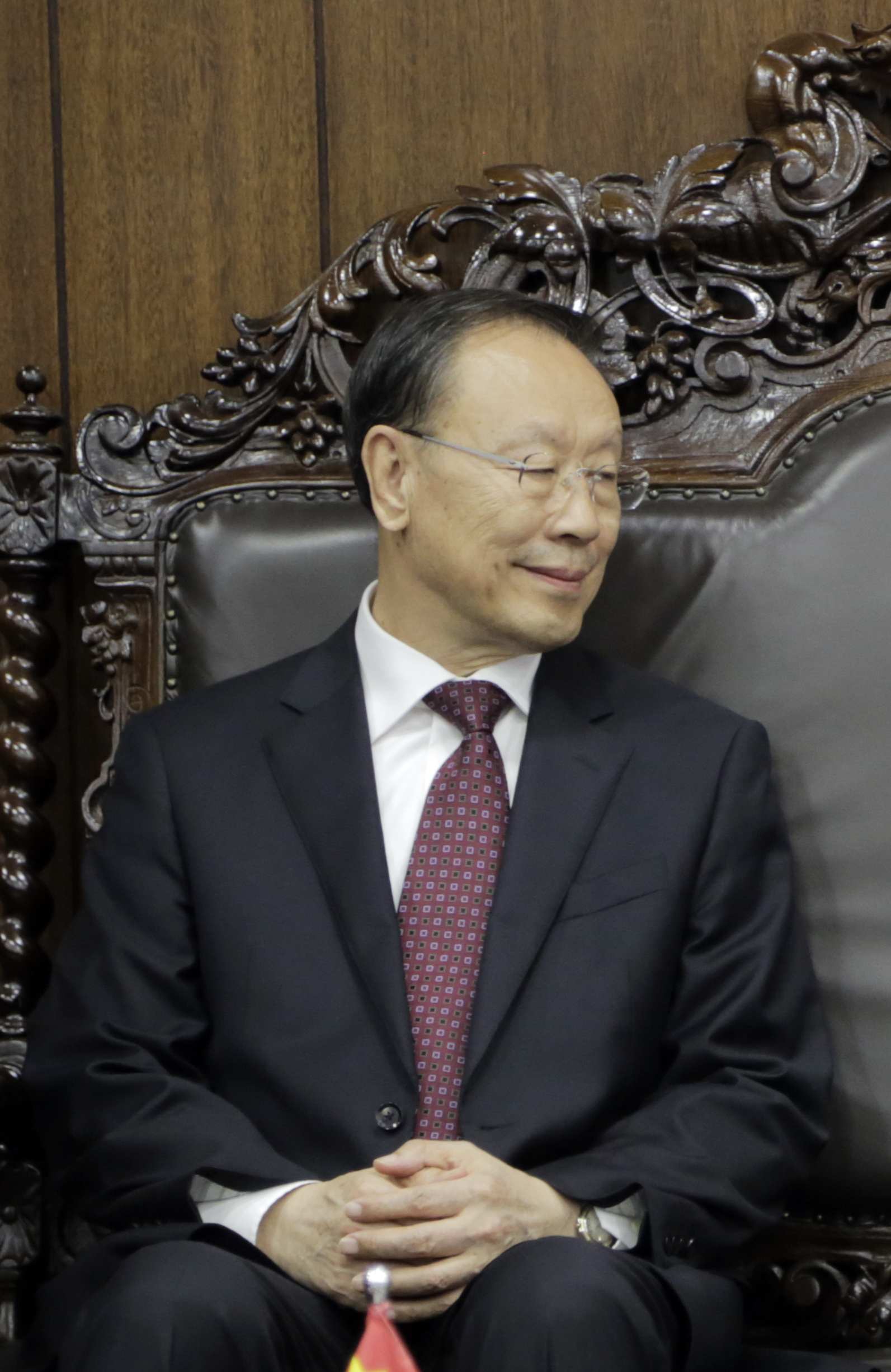
Du Qinglin (2017)

Du Qinglin (chinesisch 杜青林; * November 1946 in Panshi, Provinz Jilin) ist ein chinesischer Politiker der Kommunistischen Partei Chinas (KPCh), der unter anderem zwischen 1998 und 2001 Sekretär des Parteikomitees der KPCh der Provinz Hainan, von 2001 bis 2006 Minister für Landwirtschaft und Angelegenheiten des ländlichen Raums sowie zwischen 2006 und 2007 Sekretär des Parteikomitees der KPCh der Provinz Sichuan war. Er fungierte ferner von 2008 bis 2018 als stellvertretender Vorsitzender des Nationalkomitees der Politischen Konsultativkonferenz des chinesischen Volkes und war zudem zwischen 2012 und 2017 Mitglied des Sekretariats des Zentralkomitees (ZK der KPCh).

## Leben
Du Qingli, Angehöriger des Han-Volkes, war nach dem Schulbesuch zwischen 1964 und 1966 nacheinander Mitglied uns stellvertretender Leiter von Gruppen für die Sozialistische Erziehungskampagne in Shulan, Yongji und Liuhe in der Provinz Jilin. Er wurde 1966 Mitglied der KPCh und arbeitete zwischen 1967 und 1968 als Büroangestellter in der Propagandaabteilung des Stadtkomitees der KPCh von Jilin. Während dieser Zeit schloss er ein postgraduales Studium mit einem Master ab und war von 1968 bis 1974 zeitgleich Sekretär der Parteigrundorganisation, Sekretär des Kommunistischen Jugendverbandes sowie Werkstattleiter in der Chinesischen Automobilfabrik Nummer 1 in Changchun. Zum Ende der Kulturrevolution fungierte er zwischen 1974 und 1978 in Personalunion als Vize-Direktor, als stellvertretender Vorsitzender des Revolutionskomitees sowie als stellvertretender Sekretär des Parteikomitees der Chinesischen Automobilfabrik Nummer 1. Nachdem er von 1978 bis 1979 Sekretär des Kommunistischen Jugendverbandes der bezirksfreien Stadt Jilin war, fungierte er zwischen 1979 und 1984 zunächst als stellvertretender Sekretär und zuletzt als Sekretär des Kommunistischen Jugendverbandes der Provinz Jilin.
Du, der 1984 ein Fernstudium an der Fakultät für politische Bildung der Northeast Normal University in Changchun abgeschlossen hatte, fungierte von 1984 bis 1985 als stellvertretender Sekretär des Parteikomitees der provinzunmittelbaren Stadt Changchun sowie daraufhin zwischen 1985 und 1988 als Leiter der Organisationsabteilung des Provinzkomitees der KPCh von Jilin sowie als Mitglied des Ständigen Ausschusses dieses Parteikomitees. Im Anschluss war er zwischen 1988 und 1992 zunächst Sekretär des Politik- und Rechtsausschusses sowie zuletzt stellvertretender Sekretär des Provinzkomitees der KPCh von Jilin und damit Stellvertreter des damaligen Provinzparteisekretärs He Zhukang. Daneben belegte er Fernstudienkurse der Rechtswissenschaftlichen Fakultät der Jilin-Universität.
Du Qinglin fungierte zwischen 1992 und 1998 als stellvertretender Sekretär des Provinzkomitees der Provinz Hainan und war damit Stellvertreter der damaligen Parteisekretäre der Provinz, Deng Hongxun (1992 bis 1993) beziehungsweise Ruan Chongwu. Auf dem XIV. Parteitag im Oktober 1992 wurde er Kandidat des Zentralkomitees (ZK der KPCh) und behielt diese Funktion bis September 1997. Er war zugleich zwischen 1992 und 1998 Mitglied des Ständigen Ausschusses des Parteikomitees der Provinz Hainan und des Weiteren von 1993 bis 2001 Vorsitzender des Ständigen Ausschusses des Volkskongresses dieser Provinz. Auf dem XV. Parteitag im September 1997 wurde er außerdem erstmals zum Mitglied des ZK der KPCh gewählt und gehörte diesem Führungsgremium nach seinen Wiederwahlen auf dem XVI. Parteitag im September 2002, dem XVII. Parteitag im September 2007, dem XVIII. Parteitag September 2012 zwanzig Jahre lang bis September 2017 an. Am 19. Februar 1998 löste er Ruan Chongwu als Sekretär des Parteikomitees der KPCh der Provinz Hainan ab und bekleidete diese Funktion bis August 2001, woraufhin Bai Keming seine dortige Nachfolge antrat.
Im August 2001 wurde Du in den Staatsrat, die Regierung der Volksrepublik China, berufen und übernahm als Nachfolger von Chen Yaobang das Amt als Minister für Landwirtschaft und Angelegenheiten des ländlichen Raums und bekleidete dieses bis zu seiner Ablösung durch Sun Zhengcai im Dezember 2006. Als Minister war er gleichzeitig zwischen 2001 und 2006 Sekretär der Parteiführungsgruppe des Ministeriums. Im Dezember 2006 übernahm er von Zhang Xuezhong die Funktion als Sekretär des Parteikomitees der KPCh der Provinz Sichuan und behielt diese bis Dezember 2007, woraufhin Liu Qibao seine dortige Nachfolge antrat. Er war außerdem 2007 für einige Zeit Vorsitzender des Ständigen Ausschusses des Volkskongresses dieser Provinz. Am 2. Dezember 2007 löste er Liu Yandong als Leiter der Zentralabteilung Vereinigte Arbeitsfront des Zentralkomitees der Kommunistischen Partei Chinas ab und behielt diese Funktion bis zu seiner Ablösung durch Ling Jihua am 31. August 2012. Des Weiteren fungierte er von 2008 bis 2018 Stellvertretender Vorsitzender des Nationalkomitees der Politischen Konsultativkonferenz des chinesischen Volkes (PKKCV) und war damit einer der Stellvertreter von Jia Qinglin (2008 bis 2013) beziehungsweise Yu Zhengsheng (2013 bis 2018). Während dieser Zeit gehörte er zwischen 2008 und 2013 auch der Parteiführungsgruppe des Nationalkomitees der PKKCV als Mitglied an und wurde 2008 Vizepräsident des Rates der Chinesischen Vereinigung zur Förderung einer friedlichen Wiedervereinigung, deren Geschäftsführender Vizepräsident er von September 2009 bis September 2015 war. Außerdem übernahm er zwischen September 2008 und seiner Ablösung durch Ling Jihua im September 2013 den Posten als Präsident der Chinesische Übersee-Freundschaftsvereinigung, eine nationale, partnerschaftliche, gemeinnützige soziale Organisation der Volksrepublik China.
Auf dem XVIII. Parteitag im November 2012 wurde Du Qinglin zum Mitglied des Sekretariats des ZK der KPCh gewählt und gehörte diesem siebenköpfigen Führungsgremium der Partei bis Oktober 2017 an. 2014 wurde er des Weiteren Vorsitzender des Wirtschafts- und Sozialrates der Volksrepublik China sowie 2017 Mitglied der drei Zentralen kleinen Führungsgruppen des ZK der KPCh für die umfassende Vertiefung der Reformen, für Taiwan-Angelegenheiten sowie für die Arbeit in Xinjiang.

## Weblink
- Du Qinglin (chinavitae.com) (Memento vom 27. Februar 2024 im Internet Archive)